# IC 4507
IC 4507 ist eine Spiralgalaxie vom Hubble-Typ Sab im Sternbild Bärenhüter am Nordsternhimmel, die schätzungsweise 601 Millionen Lichtjahre von der Milchstraße entfernt ist.

Im selben Himmelsareal befinden sich u. a. die Galaxien NGC 5760, IC 1050, IC 1061, IC 1062.
Das Objekt wurde am 10. Mai 1904 von Royal Harwood Frost entdeckt.